# Championnat du monde féminin de volley-ball 2018
Navigation
Italie 2014 Pays-Bas, Pologne 2022
Le Championnat du monde de volley-ball féminin 2018 est la 18e édition du Championnat du monde féminin de volley-ball organisé par la Fédération internationale de volley-ball (FIVB). Il se déroule au Japon du 29 septembre au 20 octobre 2018.

## Équipes présentes
Les qualifications permettront de qualifier 24 équipes qui participeront à la compétition. Le Japon en tant que pays hôte et les États-Unis en tant que tenants du titre sont qualifiés d'office. Les 22 places restantes sont attribuées ainsi : deux pour Afrique, quatre pour l'Asie, six pour l'Amérique du Nord, deux pour l'Amérique du Sud et huit pour l'Europe.
| Afrique        | Amérique du Nord                                                                            | Amérique du Sud  | Asie                                                 | Europe                                                               |
| -------------- | ------------------------------------------------------------------------------------------- | ---------------- | ---------------------------------------------------- | -------------------------------------------------------------------- |
| Cameroun Kenya | États-Unis (tenant) Canada Cuba Mexique Porto Rico République dominicaine Trinité-et-Tobago | Argentine Brésil | Japon (hôte) Chine Corée du Sud Kazakhstan Thaïlande | Allemagne Azerbaïdjan Bulgarie Italie Pays-Bas Russie Serbie Turquie |

## Lieux de la compétition
| Groupe A, Finale  | Groupe B                           | Groupe C                          | [[Fichier:Japan location map.svg\|320px\|{{#if:\|{{{alt}}}\|Championnat du monde féminin de volley-ball 2018 est dans la page Japon .]]Hamamatsu Sapporo Nagoya Osaka Yokohama Kobe Villes hôtes |
| ----------------- | ---------------------------------- | --------------------------------- | --- |
| Yokohama          | Sapporo                            | Kobe                              | [[Fichier:Japan location map.svg\|320px\|{{#if:\|{{{alt}}}\|Championnat du monde féminin de volley-ball 2018 est dans la page Japon .]]Hamamatsu Sapporo Nagoya Osaka Yokohama Kobe Villes hôtes |
| Yokohama Arena    | Hokkaido Prefectural Sports Center | Kobe Green Arena                  | [[Fichier:Japan location map.svg\|320px\|{{#if:\|{{{alt}}}\|Championnat du monde féminin de volley-ball 2018 est dans la page Japon .]]Hamamatsu Sapporo Nagoya Osaka Yokohama Kobe Villes hôtes |
| Capacité : 12 000 | Capacité : 8 000                   | Capacité : 6 000                  | [[Fichier:Japan location map.svg\|320px\|{{#if:\|{{{alt}}}\|Championnat du monde féminin de volley-ball 2018 est dans la page Japon .]]Hamamatsu Sapporo Nagoya Osaka Yokohama Kobe Villes hôtes |
|                   |                                    |                                   | [[Fichier:Japan location map.svg\|320px\|{{#if:\|{{{alt}}}\|Championnat du monde féminin de volley-ball 2018 est dans la page Japon .]]Hamamatsu Sapporo Nagoya Osaka Yokohama Kobe Villes hôtes |
| Groupe D          | Groupes E, G, H                    | Groupe F                          | [[Fichier:Japan location map.svg\|320px\|{{#if:\|{{{alt}}}\|Championnat du monde féminin de volley-ball 2018 est dans la page Japon .]]Hamamatsu Sapporo Nagoya Osaka Yokohama Kobe Villes hôtes |
| Hamamatsu         | Nagoya                             | Osaka                             | [[Fichier:Japan location map.svg\|320px\|{{#if:\|{{{alt}}}\|Championnat du monde féminin de volley-ball 2018 est dans la page Japon .]]Hamamatsu Sapporo Nagoya Osaka Yokohama Kobe Villes hôtes |
| Hamamatsu Arena   | Nippon Gaishi Hall                 | Osaka Municipal Central Gymnasium | [[Fichier:Japan location map.svg\|320px\|{{#if:\|{{{alt}}}\|Championnat du monde féminin de volley-ball 2018 est dans la page Japon .]]Hamamatsu Sapporo Nagoya Osaka Yokohama Kobe Villes hôtes |
| Capacité : 8 200  | Capacité : 10 000                  | Capacité : 8 000                  | [[Fichier:Japan location map.svg\|320px\|{{#if:\|{{{alt}}}\|Championnat du monde féminin de volley-ball 2018 est dans la page Japon .]]Hamamatsu Sapporo Nagoya Osaka Yokohama Kobe Villes hôtes |
|                   |                                    |                                   | [[Fichier:Japan location map.svg\|320px\|{{#if:\|{{{alt}}}\|Championnat du monde féminin de volley-ball 2018 est dans la page Japon .]]Hamamatsu Sapporo Nagoya Osaka Yokohama Kobe Villes hôtes |

## Compositions des équipes

### Principe de la compétition
Le principe suivant est établi :

#### Premier tour
4 poules de 6 équipes. Les deux dernières équipes de chaque poule sont éliminées.

#### Deuxième tour
2 poules de 8 équipes. Elles sont constituées selon les résultats du premier tour (poule d'origine et place).
Poule E :  A1-D1-A2-D2-A3-D3-A4-D4
Poule F :  B1-C1-B2-C2-B3-C3-B4-C4
Les trois premiers de chaque poule sont qualifiés pour le 3e tour.
Les autres équipes de chaque poule sont éliminés.

#### Troisième tour
Des poules de 3 équipes. Chaque poule est constituée d'un premier de poule, d'un deuxième et d'un troisième tiré au sort.
Poule G :  (E1 ou F1)-(E3 ou F3)-(E2 ou F2)
Poule H :  (E1 ou F1)-(E3 ou F3)-(E2 ou F2)
Les deux premières équipes de chaque poule jouent la phase finale pour le titre (Places 1 à 4).

#### Phases finales
Les demi-finales de tableau sont G1-H2  et H1-G2.
Les gagnants des demi-finales s'affrontent pour devenir champion du monde.
Les perdants jouent le match pour la troisième place.
Les équipes classées troisièmes s'affrontent en match de classement pour la cinquième place.

## Déroulement de la compétition

### Premier tour

#### Composition des groupes
| Poule A                                                             | Poule B                                                  | Poule C                                                                            | Poule D                                                                           |
| ------------------------------------------------------------------- | -------------------------------------------------------- | ---------------------------------------------------------------------------------- | --------------------------------------------------------------------------------- |
| Site : Yokohama Allemagne Pays-Bas Japon Mexique Argentine Cameroun | Site : Sapporo Bulgarie Turquie Chine Cuba Italie Canada | Site : Kobe États-Unis Russie Thaïlande Azerbaïdjan Corée du Sud Trinité-et-Tobago | Site : Hamamatsu Serbie République dominicaine Brésil Kazakhstan Porto Rico Kenya |

#### Groupe A
| # | Équipe    | Pts | J | G | Gt | Pt | P | Sp | Sc | Ratio | Pp  | Pc  | Ratio |
| 1 | Pays-Bas  | 14  | 5 | 4 | 1  | 0  | 0 | 15 | 3  | 5     | 435 | 375 | 1.16  |
| 2 | Japon     | 13  | 5 | 4 | 0  | 1  | 0 | 14 | 3  | 4.667 | 417 | 309 | 1.35  |
| 3 | Allemagne | 9   | 5 | 3 | 0  | 0  | 2 | 10 | 6  | 1.667 | 401 | 351 | 1.142 |
| 4 | Mexique   | 3   | 5 | 1 | 0  | 0  | 4 | 4  | 12 | 0.333 | 312 | 383 | 0.815 |
| 5 | Argentine | 3   | 5 | 1 | 0  | 0  | 4 | 3  | 12 | 0.25  | 308 | 373 | 0.826 |
| 6 | Cameroun  | 3   | 5 | 1 | 0  | 0  | 4 | 3  | 13 | 0.231 | 294 | 386 | 0.762 |

| Date         | Match                | Résultat | Sets  | Sets  | Sets  | Sets  | Sets  | Total Points |
| Date         | Match                | Résultat | 1     | 2     | 3     | 4     | 5     | Total Points |
| ------------ | -------------------- | -------- | ----- | ----- | ----- | ----- | ----- | ------------ |
| 29 septembre | Mexique- Cameroun    | 1 - 3    | 25-17 | 23-25 | 16-25 | 21-25 | -     | 85-92        |
| 29 septembre | Allemagne- Pays-Bas  | 1 - 3    | 25-22 | 21-25 | 22-25 | 30-32 | -     | 98-104       |
| 29 septembre | Argentine- Japon     | 0 - 3    | 15-25 | 13-25 | 12-25 | -     | -     | 40-75        |
| 30 septembre | Allemagne- Cameroun  | 3 - 0    | 25-14 | 25-10 | 25-16 | -     | -     | 75-40        |
| 30 septembre | Argentine- Mexique   | 0 - 3    | 20-25 | 23-25 | 23-25 | -     | -     | 66-75        |
| 30 septembre | Japon- Pays-Bas      | 2 - 3    | 25-27 | 25-16 | 26-28 | 25-19 | 13-15 | 114-105      |
| 1er octobre  | Allemagne- Argentine | 3 - 0    | 25-21 | 34-32 | 25-18 | -     | -     | 84-71        |
| 1er octobre  | Pays-Bas- Cameroun   | 3 - 0    | 25-16 | 26-24 | 25-18 | -     | -     | 76-58        |
| 1er octobre  | Japon- Mexique       | 3 - 0    | 25-15 | 25-15 | 25-15 | -     | -     | 75-45        |
| 3 octobre    | Argentine- Pays-Bas  | 0 - 3    | 17-25 | 17-25 | 22-25 | -     | -     | 56-75        |
| 3 octobre    | Allemagne- Mexique   | 3 - 0    | 25-19 | 25-17 | 25-22 | -     | -     | 75-58        |
| 3 octobre    | Japon- Cameroun      | 3 - 0    | 25-19 | 25-20 | 25-11 | -     | -     | 75-50        |
| 4 octobre    | Pays-Bas- Mexique    | 3 - 0    | 25-19 | 25-14 | 25-16 | -     | -     | 75-49        |
| 4 octobre    | Argentine- Cameroun  | 3 - 0    | 25-22 | 25-20 | 25-12 | -     | -     | 75-54        |
| 4 octobre    | Allemagne- Japon     | 0 - 3    | 25-27 | 20-25 | 24-26 | -     | -     | 69-78        |

#### Groupe B
| # | Équipe   | Pts | J | G | Gt | Pt | P | Sp | Sc | Ratio | Pp  | Pc  | Ratio |
| 1 | Italie   | 15  | 5 | 5 | 0  | 0  | 0 | 15 | 1  | 15    | 396 | 290 | 1.366 |
| 2 | Chine    | 12  | 5 | 4 | 0  | 0  | 1 | 13 | 4  | 3.25  | 407 | 342 | 1.19  |
| 3 | Turquie  | 9   | 5 | 3 | 0  | 0  | 2 | 9  | 7  | 1.286 | 364 | 309 | 1.178 |
| 4 | Bulgarie | 6   | 5 | 2 | 0  | 0  | 3 | 7  | 10 | 0.7   | 361 | 383 | 0.943 |
| 5 | Canada   | 3   | 5 | 1 | 0  | 0  | 4 | 4  | 13 | 0.308 | 332 | 401 | 0.828 |
| 6 | Cuba     | 0   | 5 | 0 | 0  | 0  | 5 | 2  | 15 | 0.133 | 279 | 414 | 0.674 |

| Date         | Match             | Résultat | Sets  | Sets  | Sets  | Sets  | Sets | Total Points |
| Date         | Match             | Résultat | 1     | 2     | 3     | 4     | 5    | Total Points |
| ------------ | ----------------- | -------- | ----- | ----- | ----- | ----- | ---- | ------------ |
| 29 septembre | Bulgarie- Italie  | 0 - 3    | 15-25 | 19-25 | 22-25 | -     | -    | 56-75        |
| 29 septembre | Turquie- Canada   | 3 - 0    | 25-18 | 25-13 | 25-15 | -     | -    | 75-46        |
| 29 septembre | Chine- Cuba       | 3 - 0    | 25-12 | 25-23 | 25-14 | -     | -    | 75-49        |
| 30 septembre | Canada- Italie    | 0 - 3    | 15-25 | 15-25 | 18-25 | -     | -    | 48-75        |
| 30 septembre | Cuba- Bulgarie    | 0 - 3    | 10-25 | 20-25 | 14-25 | -     | -    | 44-75        |
| 30 septembre | Turquie- Chine    | 0 - 3    | 18-25 | 23-25 | 23-25 | -     | -    | 64-75        |
| 2 octobre    | Italie- Cuba      | 3 - 0    | 25-11 | 25-18 | 25-20 | -     | -    | 75-49        |
| 2 octobre    | Bulgarie- Turquie | 0 - 3    | 17-25 | 23-25 | 12-25 | -     | -    | 52-75        |
| 2 octobre    | Chine- Canada     | 3 - 0    | 25-21 | 25-21 | 25-13 | -     | -    | 75-55        |
| 3 octobre    | Turquie- Italie   | 0 - 3    | 19-25 | 21-25 | 12-25 | -     | -    | 52-75        |
| 3 octobre    | Canada- Cuba      | 3 - 1    | 16-25 | 25-13 | 25-18 | 25-20 | -    | 91-76        |
| 3 octobre    | Chine- Bulgarie   | 3 - 1    | 22-25 | 25-22 | 25-14 | 25-17 | -    | 97-78        |
| 4 octobre    | Bulgarie- Canada  | 3 - 1    | 23-25 | 27-25 | 25-21 | 25-21 | -    | 100-92       |
| 4 octobre    | Cuba- Turquie     | 1 - 3    | 15-25 | 14-25 | 25-23 | 7-25  | -    | 61-98        |
| 4 octobre    | Italie- Chine     | 3 - 1    | 20-25 | 26-24 | 25-16 | 25-20 | -    | 96-85        |

#### Groupe C
| # | Équipe            | Pts | J | G | Gt | Pt | P | Sp | Sc | Ratio | Pp  | Pc  | Ratio |
| 1 | États-Unis        | 13  | 5 | 3 | 2  | 0  | 0 | 15 | 5  | 3     | 454 | 387 | 1.173 |
| 2 | Russie            | 12  | 5 | 3 | 1  | 1  | 0 | 14 | 5  | 2.8   | 433 | 356 | 1.216 |
| 3 | Thaïlande         | 10  | 5 | 2 | 1  | 2  | 0 | 13 | 10 | 1.3   | 471 | 467 | 1.009 |
| 4 | Azerbaïdjan       | 6   | 5 | 2 | 0  | 0  | 3 | 7  | 10 | 0.7   | 393 | 383 | 1.026 |
| 5 | Corée du Sud      | 4   | 5 | 1 | 0  | 1  | 4 | 7  | 12 | 0.583 | 400 | 426 | 0.939 |
| 6 | Trinité-et-Tobago | 0   | 5 | 0 | 0  | 0  | 5 | 1  | 15 | 0.067 | 271 | 403 | 0.672 |

| Date         | Match                           | Résultat | Sets  | Sets  | Sets  | Sets  | Sets  | Total Points |
| Date         | Match                           | Résultat | 1     | 2     | 3     | 4     | 5     | Total Points |
| ------------ | ------------------------------- | -------- | ----- | ----- | ----- | ----- | ----- | ------------ |
| 29 septembre | Russie- Trinité-et-Tobago       | 3 - 0    | 25-21 | 25-11 | 25-12 | -     | -     | 75-44        |
| 29 septembre | États-Unis- Azerbaïdjan         | 3 - 0    | 29-27 | 25-21 | 25-21 | -     | -     | 79-69        |
| 29 septembre | Corée du Sud- Thaïlande         | 2 - 3    | 25-18 | 22-25 | 19-25 | 25-13 | 11-15 | 102-96       |
| 30 septembre | États-Unis- Trinité-et-Tobago   | 3 - 0    | 25-11 | 25-12 | 25-11 | -     | -     | 75-34        |
| 30 septembre | Azerbaïdjan- Corée du Sud       | 3 - 1    | 25-18 | 25-18 | 23-25 | 25-18 | -     | 98-79        |
| 30 septembre | Russie- Thaïlande               | 3 - 2    | 25-21 | 17-25 | 25-13 | 21-25 | 15-9  | 103-93       |
| 2 octobre    | Russie- Azerbaïdjan             | 3 - 0    | 25-21 | 25-21 | 25-22 | -     | -     | 75-64        |
| 2 octobre    | Thaïlande- Trinité-et-Tobago    | 3 - 1    | 25-17 | 25-17 | 23-25 | 25-11 | -     | 98-70        |
| 2 octobre    | États-Unis- Corée du Sud        | 3 - 1    | 19-25 | 25-21 | 25-21 | 25-18 | -     | 94-85        |
| 3 octobre    | Azerbaïdjan- Trinité-et-Tobago  | 3 - 0    | 29-27 | 25-16 | 25-17 | -     | -     | 79-60        |
| 3 octobre    | Russie- Corée du Sud            | 3 - 0    | 25-23 | 25-20 | 25-15 | -     | -     | 75-58        |
| 3 octobre    | États-Unis- Thaïlande           | 3 - 2    | 25-17 | 25-16 | 23-25 | 21-25 | 15-11 | 109-94       |
| 4 octobre    | Corée du Sud- Trinité-et-Tobago | 3 - 0    | 26-24 | 25-16 | 25-23 | -     | -     | 76-63        |
| 4 octobre    | Thaïlande- Azerbaïdjan          | 3 - 1    | 25-22 | 15-25 | 25-19 | 25-17 | -     | 90-83        |
| 4 octobre    | États-Unis- Russie              | 3 - 2    | 19-25 | 25-20 | 26-24 | 12-25 | 15-11 | 97-105       |

#### Groupe D
| # | Équipe                 | Pts | J | G | Gt | Pt | P | Sp | Sc | Ratio | Pp  | Pc  | Ratio |
| 1 | Serbie                 | 15  | 5 | 5 | 0  | 0  | 0 | 15 | 0  | MAX   | 377 | 262 | 1.439 |
| 2 | Brésil                 | 12  | 5 | 4 | 0  | 0  | 1 | 12 | 3  | 4     | 360 | 259 | 1.39  |
| 3 | République dominicaine | 9   | 5 | 3 | 0  | 0  | 2 | 9  | 6  | 1.5   | 341 | 292 | 1.168 |
| 4 | Porto Rico             | 6   | 5 | 2 | 0  | 0  | 3 | 6  | 9  | 0.667 | 318 | 344 | 0.924 |
| 5 | Kazakhstan             | 3   | 5 | 1 | 0  | 0  | 4 | 3  | 12 | 0.25  | 280 | 366 | 0.765 |
| 6 | Kenya                  | 0   | 5 | 0 | 0  | 0  | 5 | 0  | 15 | 0     | 222 | 375 | 0.592 |

| Date         | Match                              | Résultat | Sets  | Sets  | Sets  | Sets | Sets | Total Points |
| Date         | Match                              | Résultat | 1     | 2     | 3     | 4    | 5    | Total Points |
| ------------ | ---------------------------------- | -------- | ----- | ----- | ----- | ---- | ---- | ------------ |
| 29 septembre | Brésil- Porto Rico                 | 3 - 0    | 27-25 | 25-12 | 25-7  | -    | -    | 77-44        |
| 29 septembre | Serbie- République dominicaine     | 3 - 0    | 25-17 | 25-20 | 25-22 | -    | -    | 75-59        |
| 29 septembre | Kazakhstan- Kenya                  | 3 - 0    | 25-23 | 25-22 | 25-21 | -    | -    | 75-66        |
| 30 septembre | Brésil- République dominicaine     | 3 - 0    | 25-15 | 25-20 | 25-22 | -    | -    | 75-57        |
| 30 septembre | Kazakhstan- Porto Rico             | 0 - 3    | 21-25 | 15-25 | 22-25 | -    | -    | 58-75        |
| 30 septembre | Serbie- Kenya                      | 3 - 0    | 25-16 | 25-9  | 25-8  | -    | -    | 75-33        |
| 1er octobre  | Kazakhstan- République dominicaine | 0 - 3    | 22-25 | 15-25 | 19-25 | -    | -    | 56-75        |
| 1er octobre  | Porto Rico- Kenya                  | 3 - 0    | 25-20 | 25-22 | 25-15 | -    | -    | 75-57        |
| 1er octobre  | Brésil- Serbie                     | 0 - 3    | 21-25 | 18-25 | 19-25 | -    | -    | 58-75        |
| 3 octobre    | Porto Rico- République dominicaine | 0 - 3    | 22-25 | 17-25 | 20-25 | -    | -    | 59-75        |
| 3 octobre    | Kazakhstan- Serbie                 | 0 - 3    | 18-25 | 16-25 | 13-25 | -    | -    | 47-75        |
| 3 octobre    | Brésil- Kenya                      | 3 - 0    | 25-13 | 25-10 | 25-16 | -    | -    | 75-39        |
| 4 octobre    | Serbie- Porto Rico                 | 3 - 0    | 25-23 | 25-17 | 27-25 | -    | -    | 77-65        |
| 4 octobre    | République dominicaine- Kenya      | 3 - 0    | 25-5  | 25-7  | 25-15 | -    | -    | 75-27        |
| 4 octobre    | Brésil- Kazakhstan                 | 3 - 0    | 25-11 | 25-20 | 25-13 | -    | -    | 75-44        |

### Deuxième tour

#### Groupe E
| # | Équipe                 | Pts | J | G | Gt | Pt | P | Sp | Sc | Ratio | Pp  | Pc  | Ratio |
| 1 | Pays-Bas               | 24  | 9 | 7 | 1  | 0  | 1 | 26 | 6  | 4.333 | 756 | 634 | 1.192 |
| 2 | Japon                  | 22  | 9 | 6 | 1  | 2  | 0 | 25 | 9  | 2.778 | 671 | 670 | 1.001 |
| 3 | Serbie                 | 21  | 9 | 7 | 0  | 0  | 2 | 22 | 6  | 3.667 | 669 | 532 | 1.258 |
| 4 | Brésil                 | 20  | 9 | 5 | 2  | 1  | 1 | 23 | 11 | 2.091 | 790 | 650 | 1.215 |
| 5 | République dominicaine | 16  | 9 | 5 | 0  | 1  | 3 | 17 | 12 | 1.417 | 646 | 576 | 1.122 |
| 6 | Allemagne              | 14  | 9 | 4 | 1  | 0  | 4 | 16 | 15 | 1.067 | 714 | 714 | 1     |
| 7 | Porto Rico             | 9   | 9 | 3 | 0  | 0  | 6 | 10 | 19 | 0.526 | 615 | 678 | 0.907 |
| 8 | Mexique                | 3   | 9 | 1 | 0  | 0  | 8 | 6  | 24 | 0.25  | 569 | 724 | 0.786 |

| Date       | Match                             | Résultat | Sets  | Sets  | Sets  | Sets  | Sets  | Total Points |
| Date       | Match                             | Résultat | 1     | 2     | 3     | 4     | 5     | Total Points |
| ---------- | --------------------------------- | -------- | ----- | ----- | ----- | ----- | ----- | ------------ |
| 7 octobre  | Mexique- Serbie                   | 0 - 3    | 19-25 | 17-25 | 15-25 | -     | -     | 51-75        |
| 7 octobre  | Allemagne- Brésil                 | 3 - 2    | 14-25 | 19-25 | 32-30 | 25-19 | 17-15 | 107-114      |
| 7 octobre  | Pays-Bas- Porto Rico              | 3 - 0    | 25-16 | 25-15 | 25-20 | -     | -     | 75-51        |
| 7 octobre  | Japon- République dominicaine     | 3 - 2    | 25-17 | 28-26 | 22-25 | 25-27 | 15-11 | 115-106      |
| 8 octobre  | Allemagne- Serbie                 | 0 - 3    | 14-25 | 20-25 | 20-25 | -     | -     | 54-75        |
| 8 octobre  | Mexique- Brésil                   | 1 - 3    | 25-23 | 23-25 | 13-25 | 19-25 | -     | 80-98        |
| 8 octobre  | Pays-Bas- République dominicaine  | 3 - 0    | 25-19 | 25-16 | 25-14 | -     | -     | 75-49        |
| 8 octobre  | Japon- Porto Rico                 | 3 - 0    | 25-22 | 25-14 | 25-18 | -     | -     | 75-54        |
| 10 octobre | Mexique- République dominicaine   | 0 - 3    | 13-25 | 18-25 | 15-25 | -     | -     | 46-75        |
| 10 octobre | Pays-Bas- Brésil                  | 2 - 3    | 25-21 | 18-25 | 27-25 | 19-25 | 7-15  | 96-111       |
| 10 octobre | Allemagne- Porto Rico             | 3 - 1    | 25-23 | 25-27 | 29-27 | 25-22 | -     | 104-99       |
| 10 octobre | Japon- Serbie                     | 3 - 1    | 15-25 | 25-23 | 25-23 | 25-23 | -     | 90-94        |
| 11 octobre | Mexique- Porto Rico               | 1 - 3    | 17-25 | 19-25 | 25-18 | 19-25 | -     | 80-93        |
| 11 octobre | Allemagne- République dominicaine | 0 - 3    | 12-25 | 19-25 | 17-25 | -     | -     | 48-75        |
| 11 octobre | Pays-Bas- Serbie                  | 3 - 0    | 25-16 | 25-12 | 25-20 | -     | -     | 75-48        |
| 11 octobre | Japon- Brésil                     | 2 - 3    | 25-23 | 25-16 | 26-28 | 21-25 | 11-15 | 108-107      |

#### Groupe F
| # | Équipe      | Pts | J | G | Gt | Pt | P | Sp | Sc | Ratio | Pp  | Pc  | Ratio |
| 1 | Italie      | 27  | 9 | 9 | 0  | 0  | 0 | 27 | 3  | 9     | 738 | 538 | 1.372 |
| 2 | Chine       | 24  | 9 | 8 | 0  | 0  | 1 | 25 | 5  | 5     | 732 | 605 | 1.21  |
| 3 | États-Unis  | 19  | 9 | 5 | 2  | 0  | 2 | 22 | 11 | 2     | 743 | 658 | 1.129 |
| 4 | Russie      | 18  | 9 | 5 | 1  | 1  | 2 | 22 | 12 | 1.833 | 776 | 682 | 1.138 |
| 5 | Turquie     | 15  | 9 | 5 | 0  | 0  | 4 | 15 | 15 | 1     | 663 | 633 | 1.047 |
| 6 | Bulgarie    | 11  | 9 | 3 | 1  | 0  | 5 | 14 | 18 | 0.778 | 674 | 722 | 0.934 |
| 7 | Thaïlande   | 11  | 9 | 2 | 1  | 3  | 3 | 16 | 22 | 0.727 | 776 | 826 | 0.939 |
| 8 | Azerbaïdjan | 6   | 8 | 2 | 0  | 0  | 7 | 8  | 22 | 0.364 | 630 | 706 | 0.892 |

| Date       | Match                 | Résultat | Sets  | Sets  | Sets  | Sets  | Sets  | Total Points |
| Date       | Match                 | Résultat | 1     | 2     | 3     | 4     | 5     | Total Points |
| ---------- | --------------------- | -------- | ----- | ----- | ----- | ----- | ----- | ------------ |
| 7 octobre  | Turquie- Russie       | 0 - 3    | 15-25 | 17-25 | 16-25 | -     | -     | 48-75        |
| 7 octobre  | Bulgarie- États-Unis  | 0 - 3    | 16-25 | 17-25 | 11-25 | -     | -     | 44-75        |
| 7 octobre  | Italie- Azerbaïdjan   | 3 - 0    | 25-12 | 25-19 | 25-10 | -     | -     | 75-41        |
| 7 octobre  | Chine- Thaïlande      | 3 - 0    | 28-26 | 25-20 | 25-23 | -     | -     | 78-69        |
| 8 octobre  | Bulgarie- Russie      | 1 - 3    | 21-25 | 20-25 | 25-23 | 19-25 | -     | 85-98        |
| 8 octobre  | Turquie- États-Unis   | 0 - 3    | 21-25 | 17-25 | 18-25 | -     | -     | 56-75        |
| 8 octobre  | Chine- Azerbaïdjan    | 3 - 0    | 25-17 | 25-16 | 25-17 | -     | -     | 75-50        |
| 8 octobre  | Thaïlande- Italie     | 0 - 3    | 15-25 | 12-25 | 15-25 | -     | -     | 42-75        |
| 10 octobre | Turquie- Azerbaïdjan  | 3 - 1    | 26-24 | 25-17 | 22-25 | 25-21 | -     | 98-87        |
| 10 octobre | Bulgarie- Thaïlande   | 3 - 2    | 25-18 | 22-25 | 18-25 | 25-22 | 19-17 | 109-107      |
| 10 octobre | Italie- Russie        | 3 - 1    | 22-25 | 25-20 | 25-18 | 25-22 | -     | 97-85        |
| 10 octobre | Chine- États-Unis     | 3 - 0    | 25-17 | 26-24 | 25-18 | -     | -     | 76-59        |
| 11 octobre | Bulgarie- Azerbaïdjan | 3 - 0    | 25-19 | 25-20 | 25-20 | -     | -     | 75-59        |
| 11 octobre | Turquie- Thaïlande    | 3 - 1    | 22-25 | 25-20 | 25-22 | 25-20 | -     | 97-87        |
| 11 octobre | Italie- États-Unis    | 3 - 1    | 25-16 | 25-23 | 20-25 | 25-16 | -     | 95-80        |
| 11 octobre | Chine- Russie         | 3 - 1    | 25-22 | 21-25 | 25-23 | 25-15 | -     | 96-85        |

### Troisième tour

#### Groupe G
| # | Équipe | Pts | J | G | Gt | Pt | P | Sp | Sc | Ratio | Pp  | Pc  | Ratio |
| 1 | Serbie | 6   | 2 | 2 | 0  | 0  | 0 | 6  | 1  | 6     | 173 | 148 | 1.169 |
| 2 | Italie | 2   | 2 | 0 | 1  | 0  | 1 | 4  | 5  | 0.8   | 194 | 202 | 0.96  |
| 3 | Japon  | 1   | 2 | 0 | 0  | 1  | 1 | 2  | 6  | 0.333 | 164 | 181 | 0.906 |

| Date       | Match          | Résultat | Sets  | Sets  | Sets  | Sets  | Sets  | Total Points |
| Date       | Match          | Résultat | 1     | 2     | 3     | 4     | 5     | Total Points |
| ---------- | -------------- | -------- | ----- | ----- | ----- | ----- | ----- | ------------ |
| 14 octobre | Japon- Serbie  | 0 - 3    | 19-25 | 18-25 | 23-25 | -     | -     | 60-75        |
| 15 octobre | Japon- Italie  | 2 - 3    | 20-25 | 25-22 | 21-25 | 25-19 | 13-15 | 104-106      |
| 16 octobre | Italie- Serbie | 1 - 3    | 21-25 | 19-25 | 25-23 | 23-25 | -     | 88-98        |

#### Groupe H
| # | Équipe     | Pts | J | G | Gt | Pt | P | Sp | Sc | Ratio | Pp  | Pc  | Ratio |
| 1 | Chine      | 5   | 2 | 1 | 1  | 0  | 0 | 6  | 3  | 2     | 202 | 177 | 1.141 |
| 2 | Pays-Bas   | 2   | 2 | 0 | 1  | 0  | 1 | 4  | 5  | 0.8   | 183 | 201 | 0.91  |
| 3 | États-Unis | 2   | 2 | 0 | 0  | 2  | 0 | 4  | 6  | 0.667 | 207 | 214 | 0.967 |

| Date       | Match                | Résultat | Sets  | Sets  | Sets  | Sets  | Sets | Total Points |
| Date       | Match                | Résultat | 1     | 2     | 3     | 4     | 5    | Total Points |
| ---------- | -------------------- | -------- | ----- | ----- | ----- | ----- | ---- | ------------ |
| 14 octobre | Chine- États-Unis    | 3 - 2    | 25-22 | 19-25 | 20-25 | 25-23 | 15-9 | 104-104      |
| 15 octobre | Pays-Bas- États-Unis | 3 - 2    | 30-32 | 15-25 | 25-22 | 25-15 | 15-9 | 110-103      |
| 16 octobre | Chine- Pays-Bas      | 3 - 1    | 23-25 | 25-13 | 25-18 | 25-17 | -    | 98-73        |

### Phases finales

#### Classement 1-4
|  | Demi-finales | Demi-finales |                        |   | Finale      | Finale      |
|  | Demi-finales | Demi-finales |                        |   | Finale      | Finale      |
|  |              |              |                        |   |             |             |
|  | 19 octobre,  | 19 octobre,  |                        |   | 20 octobre, | 20 octobre, |
|  | 19 octobre,  | 19 octobre,  |                        |   | 20 octobre, | 20 octobre, |
|  | Serbie       | 3            |                        |   | 20 octobre, | 20 octobre, |
|  | Serbie       | 3            |                        |   | 20 octobre, | 20 octobre, |
|  | Pays-Bas     | 1            |                        |   | 20 octobre, | 20 octobre, |
|  | Pays-Bas     | 1            | Serbie                 | 3 |             |             |
|  | 19 octobre,  |              | Serbie                 | 3 |             |             |
|  |              | Italie       | 2                      |   |             |             |
|  | Chine        | Italie       | 2                      | 2 |             |             |
|  | Chine        |              |                        | 2 |             |             |
|  | Italie       | 3            |                        |   |             |             |
|  | Italie       | 3            | Match pour la 3e place |   |             |             |
|  |              |              |                        |   |             |             |
|  | 20 octobre,  |              |                        |   |             |             |
|  |              |              |                        |   |             |             |
|  | Chine        | 3            |                        |   |             |             |
|  | Chine        | 3            |                        |   |             |             |
|  | Pays-Bas     | 0            |                        |   |             |             |
|  | Pays-Bas     | 0            |                        |   |             |             |

## Classement final
| Place                     | Équipe                 |
| ------------------------- | ---------------------- |
| Médaille d'or, monde      | Serbie                 |
| Médaille d'argent, monde  | Italie                 |
| Médaille de bronze, monde | Chine                  |
| 4                         | Pays-Bas               |
| 5                         | États-Unis             |
| 6                         | Japon                  |
| 7                         | Brésil                 |
| 8                         | Russie                 |
| 9                         | République dominicaine |
| 10                        | Turquie                |
| 11                        | Allemagne              |
| 12                        | Bulgarie               |
| 13                        | Thaïlande              |
| 14                        | Porto Rico             |
| 15                        | Azerbaïdjan            |
| 16                        | Mexique                |
| 17                        | Corée du Sud           |
| 18                        | Canada                 |
| 19                        | Argentine              |
| 20                        | Kenya                  |
| 21                        | Cameroun               |
| 22                        | Cuba                   |
| 23                        | Trinité-et-Tobago      |
| 24                        | Kazakhstan             |

| Champion du monde féminin 2018 |
| ------------------------------ |
| 1er titre                      |

| Composition de l'équipe de Serbie |
| Bianka Buša, Bojana Živković, Tijana Malešević, Brankica Mihajlović, Maja Ognjenović (c), Stefana Veljković, Teodora Pušić, Ana Bjelica, Maja Aleksić, Jovana Stevanović, Milena Rašić, Silvija Popović, Tijana Bošković, Bojana Milenković |
| Entraineur |
| Zoran Terzić |

## Récompenses individuelles
- MVP :  Serbie Tijana Bošković
- Meilleure marqueuse :  Italie Paola Egonu
- Meilleures réceptionneuse-attaquantes :	
  -  Italie Miriam Sylla
  -  Chine Zhu Ting
- Meilleure libero :  Italie Monica De Gennaro
- Meilleures contreurs :	
  -  Chine Yan Ni
  -  Serbie Milena Rašić
- Meilleure passeuse :  Italie Ofelia Malinov
- Meilleure attaquante :  Italie Paola Egonu